# Дон Кихот (балет)
«Дон Кихот» — балет по роману Мигеля Сервантеса «Хитроумный идальго Дон Кихот Ламанчский» (исп: El ingenioso hidalgo don Quijote de la Mancha). Наиболее известна постановка балетмейстера Александра Горского на музыку композитора Людвига Минкуса. В дальнейшем свои редакции этого балета, значительно отличающиеся от первоначальной версии, создавали другие хореографы, в частности Владимир Васильев, Алексей Ратманский и Борис Эйфман.
Кроме того, в период с 1740 по 1965 год балеты с названием «Дон Кихот», или схожим, создавались и другими композиторами и балетмейстерами.

## Балет на музыку Минкуса
Музыка Людвига Минкуса была написана для постановки балета «Дон Кихот» в московском Большом театре балетмейстером Мариусом Петипа, первое представление состоялось 14 декабря 1869 года.
В романе Сервантеса образ печального рыцаря Дон Кихота, готового на любые подвиги и благородные поступки, является основой сюжета. В балете Дон Кихот является второстепенным персонажем, а сюжет сосредотачивается на любовной истории Китри и Базиля, исполняющих свои вариации на городской площади. Опытный капельмейстер Людвиг Минкус был отличным знатоком балетного ремесла, его признавали балетным композитором. Его искрящаяся, как шампанское, музыка радовала слух и заставляла пускаться в пляс. Петипа подхватил такое настроение, материализовав эту жизнерадостность во множестве испанских и цыганских (La gitane,Gitano) танцев, подлинные названия которых — шика, морена и зингара. В классическом балете это была их стилизация, танцы болеро и танец Эспады — это «испанистые», а не испанские танцы.
Московская постановка Петипа представляла собой комедию с большим простором для мимической игры и со значительным преобладанием характерных танцев над классическими. Балет выдержал не более тридцати представлений и в следующем сезоне сошёл с театральной сцены.
В 1871 году Петипа переработал балет для постановки на сцене Большого Каменного театра в Санкт-Петербурге. В 1887 году новую редакцию по спектаклю Петипа для московского Большого театра ставит А. Н. Богданов. Однако решающим в судьбе балета оказывается постановка московского Большого театра 1900 года — спектакль в своей редакции ставит балетмейстер Александр Горский, который уже в 1902 году переносит его в Мариинский театр. К имеющейся музыке Минкуса Горский добавляет отдельные номера на музыку Э. Направника и А. Симона. В дальнейшем «Дон Кихот» ещё не раз «обогатится» новыми танцами и новой музыкой (B. В. Желобинского, В. П. Соловьёва-Седого), но музыка Минкуса, как и схема спектакля Петипа, останется прежней.

### Сюжет
Трактирщик Лоренцо хочет выдать свою дочь Китри замуж за богатого дворянина Гамаша. Но Китри влюблена в цирюльника Базиля. Дон Кихот, начитавшись рыцарских романов, видит в своём воображении образ Дульсинеи, которой и представляется ему Китри (в третьей картине второго акта). Во время праздничного гулянья в кабачке Базиль разыгрывает сцену самоубийства, и Китри умоляет отца благословить их любовь. Лоренцо колеблется. Возмущённый Дон Кихот приказывает выполнить просьбу. Нехотя Лоренцо благословляет Китри и Базиля. Базиль быстро поднимается цел и невредим — его самоубийство было всего лишь шуткой. Друзья выталкивают Гамаша из кабачка. Всеобщее веселье и танцы продолжаются. На площади Барселоны все готово к празднику в честь Китри и Базиля. В торжественном марше собираются гости. Среди них благородный рыцарь Дон Кихот и его оруженосец Санчо Панса. Начинается праздник. Дон Кихот и Санчо прощаются со всеми и отправляются на поиски новых приключений.

#### Музыкальные номера и вариации
- Увертюра (Ouverture)

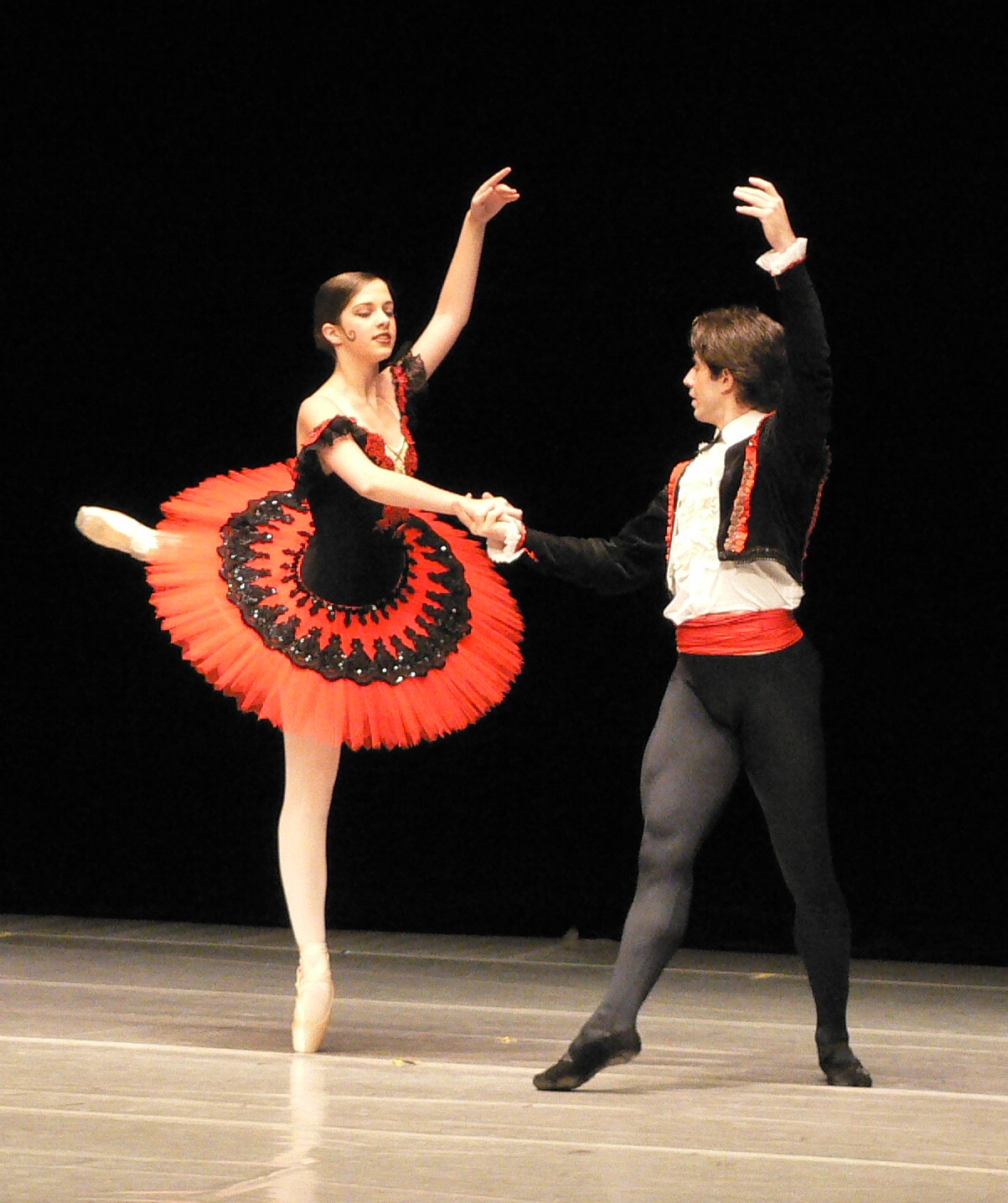
Сцена из балета

- Пролог (Prologue) Выход Дон Кихота
- Вступление (Allegro assai) Дон Кихот и Санчо Панса
- Акт I
- Картина Первая — Площадь рынка в Барселоне. На площади у кабачка Лоренцо веселится народ и, вместе с ним, задорная Китри и влюблённый в неё Базиль. Лоренцо (отцу Китри) неугоден бедный жених, куда более по сердцу ему богатый дворянин Гамаш, который хочет жениться на Китри.[2]
- Entrée: Выход Китри и Базиля. Moreno.
- Танец уличной танцовщицы. (Allegro).

Толпа приветствует Уличную танцовщицу и тореадора Эспаду. Общее удивление вызывает появление рыцаря Дон Кихота. Путешественника приглашают к столу. Девушки потешаются над толстяком Санчо Панса. Дон Кихот поражён красотою Китри. Не она ли в образе прекрасной Дульсинеи являлась ему в грёзах?
- Сцена: Лоренцо, Китри и Базиль. Выход Гамаша. Сегидилья (исп. Seguidilla), Уличная танцовщица и тореадор Эспада (Moderato). Танец тореадоров
- Сцена: Дон Кихот и Санчо Панса, Танец подруг Китри.
- Сцена: Дон Кихот приглашает Китри на менуэт.
- Танец Китри и Базиля. Вариация Базиля. Вариация Китри. Кода: Базиль и Китри.
- Общая кода.
- Акт II
- Картина Вторая — Таверна (Introduction).
- Выход Китри и Базиля (Entrée)

Китри и Базиль сбежали от Лоренцо и Гамаша. Они забрели в цыганский табор…
- Цыганский танец (La gitane)
- Танец Эспады (danse d’Espada)
- Танец Мерседес (Danse espagnole de Mercedes)

Вскоре в таборе появляется Дон Кихот. Ему чудятся опасности, и он вступает в бой с ветряной мельницей
- Танец марионеток. (Безумие Дон Кихота, его нападение на театр и мельницу). Кода
- Картина Третья — Сон Дон Кихота. Сцена в лесу (Le rêve de Don Quichotte) Уснувшего Дон Кихота преследуют видения: он — в царстве дриад, среди которых видит Китри в образе прекрасной Дульсинеи
- Вариации дриад, Амура
- Вариация Китри в образе Дульсинеи
- Вариация Повелительницы Дриад
- Кода
- Картина Четвёртая — Погоня Китри и Базиля настигают Лоренцо и Гамаш, но влюблённым удаётся скрыться. Дон Кихот направляет преследователей по ложному пути, но простодушный Санчо Панса «исправляет ошибку» своего господина. И погоня продолжается.
- Акт III
- Картина пятая — В кабачке В кабачке веселится и танцует народ. Среди них — Китри и Базиль. Лоренцо настигает влюблённых: мужем Китри должен стать Гамаш. Базиль разыгрывает сцену самоубийства, и Китри умоляет Дон Кихота уговорить отца выполнить предсмертное желание Базиля — благословить их любовь. Как только Лоренцо исполняет желание дочери, Базиль «оживает».
- Акт IV
- Картина Шестая — Дворец герцога. Праздник Свадьба Китри и Базиля. Почётное место среди гостей принадлежит Дон Кихоту.
- Выход персонажей
- Pas de deux Китри и Базиля
- Entrée. Адажио Китри и Базиля
- Первая классическая вариация «Флора» («Вальс цветов»)
- Вариация Китри
- Вторая классическая вариация
- Вариация Базиля
- Кода
- Испанский танец (Фанданго)
- Общая кода

Пожелав молодожёнам счастья, благородный рыцарь вновь отправляется в путь.

#### Внутри балета
Во все времена существования спектакля сцена розыгрыша «самоубийства» Базиля (сцена «в Кабачке» четвёртой картины второго акта) вызывала одну и ту же реакцию зрителя — смешки. Здесь проявлялось актёрское мастерство исполнителя и его чувство юмора.
«Базиль быстро поднимается цел и невредим — его самоубийство было всего лишь шуткой».
Четвёртый акт балета — праздничное действо. Самые яркие танцы в балете. Апофеозом акта и финалом спектакля стало Pas de deux и, конечно, обязательным его элементом — 32 фуэте. Pas de deux исполняется как отдельный концертный номер на балетных Гала и конкурсах. Сочетание музыки и хореографии, а также эволюция технических элементов в балете сделали его очень выигрышным для артистов. Как говорил историк и критик балета Б. А. Львов-Анохин:

«Художественная выразительность в балете не может быть достигнута без чистоты формы, никакой спортивный азарт её не заменит… Любое виртуозное движение перестаёт быть дешёвым трюком, если не теряет строгой классической формы… в этом путь к подлинной артистичности, когда танец перестаёт быть гимнастикой и превращается в интеллектуальное искусство».
Владимир Васильев выступив впервые в балете в 1962 году, представил новую редакцию главной мужской партии балета, ставшую впоследствии классической. Эта премьера стала революционной в истории этого балета и в развитии мужского танца двадцатого века. В частности, в первом акте в первой вариации Базиля Васильев впервые после renverse добавил soutenu, перед вторым выходом Китри он исполнил двойные пируэты en dedans с выходом в арабеск. В вариации третьего акта он впервые исполнил новые элементы: двойной saut de basque en dedans, пируэт с постепенным опусканием ноги с высокого passe через cou-de-pied в пятую позицию на высоких полупальцах(штопор), двойной тур в воздухе c фуэте на полу; в коде впервые исполнил: двойные rond de jambes в воздухе с правой и левой ноги, поворот в воздухе en dedans с a la second в attitude по кругу после каждого jete, усложнённые комбинации вращений — двойные Grand pirouettes в a la second и attitude в en dehors.

### Постановки спектакля

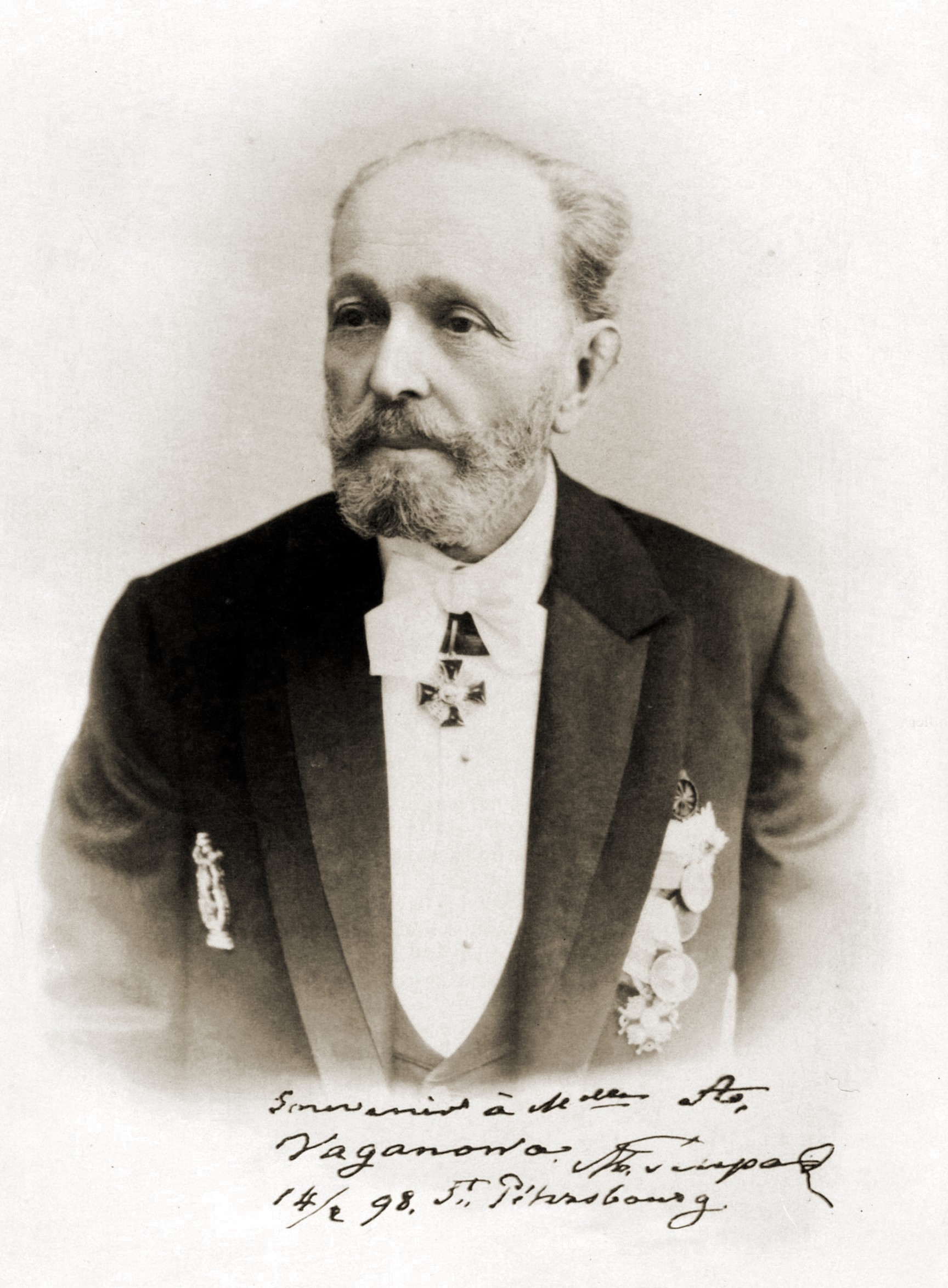
Мариус Петипа, 1898

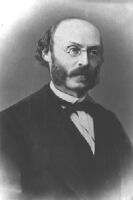
Людвиг Минкус, 1885

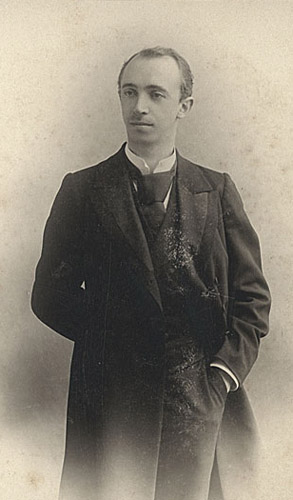
Александр Горский, 1906

1869 год — Большой театр, премьера состоялась 14 декабря в Большом театре, в Москве. Балетмейстер Мариус Петипа
Художники П. А. Исаков, И. Шангин, Ф. И. Шеньян. Дирижёр П. Н. Лузин
Партии исполняли: Китри — А. И. Собещанская, Базиль — С. П. Соколов, Дон Кихот — В. Ваннер, Дульцинея — П. М. Карпакова, Санчо Панса — В. Ф. Гельцер, Гамаш — Д. И. Кузнецов
9 ноября 1871 года — Мариинский театр, новая редакция Петипа
Балет в 5 актах 11 картинах. Художники П. А. Исаков, И. Шангин, Ф. И. Шеньян. [Дирижёр А. Д. Папков. Партии исполняли: Китри — Дульцинея — А. Ф. Вергина (позднее А. Н. Кеммерер, Е. П. Соколова, М. Н. Горшенкова), Базиль — Л. И. Иванов, Дон Кихот — Т. А. Стуколкин, Санчо Панса — А. Н. Пишо, Гамаш — Н. О. Гольц
1887 год — Большой театр
Балет в 3 актах 7 картинах. Новая редакция балетмейстера А. Н. Богданова (по петербургской редакции М. И. Петипа). Дирижёр С. Я. Рябов
Партии исполняли: Китри — Дульцинея — Л. Н. Гейтен, Базиль — Н. Ф. Манохин, Дон Кихот — В. Ваннер, Санчо Панса — В. А. Шашкин

#### Балет на музыкуЛ. Минкуса,Э. Направника,А.СимонаиB. Желобинского
6 декабря 1900 года — Большой театр. Балетмейстер Александр Горский
Дирижёр — А. Ф. Арендс, Художники: Александр Головин, Н. А. Клодт (декорации), К. А. Коровин (костюмы)
Поставлены танцы
- Испанский, на музыку А. Ю. Симона
- Фанданго, на музыку Э. Ф. Направника

Партии исполняли: Китри — Дульцинея — Л. А. Рославлева, Базиль — В. Д. Тихомиров, Дон Кихот — А. Н. Ермолаев, Санчо Панса — Н. П. Домашёв, Эспада — М. М. Мордкин, Уличная танцовщица и Мерседес — С. В. Фёдорова, Повелительница дриад — М. И. Грачевская.
1902 год — Мариинский театр
Редакция Балетмейстера Александра Горского. Дирижёр — Рикардо Дриго, художники: Константин Коровин, Александр Головин, Н. А. Клодт
Партии исполняли: Китри — Дульцинея — Матильда Кшесинская, позднее: Анна Павлова, Вера Трефилова, Е. В. Гельцер, Е. А. Смирнова, Тамара Карсавина, Юлия Седова, К. П. Маклецова
Базиль — Н.Легат, Дон Кихот — А. Д. Булгаков, Санчо Панса — Энрико Чеккетти, Эспада — М. М. Мордкин, Уличная танцовщица — Ольга Преображенская, Мерседес — М. М. Петипа, Повелительница дриад — Юлия Седова, Гамаш — П. А. Гердт, Эспада — А. Ф. Бекефи
19 ноября 1906 года — Большой театр. Редакция Александра Горского
Художник Константин Коровин, дирижёр — А. Ф. Арендс
Партии исполняли: Китри — Дульцинея — Е. В. Гельцер, Базиль — В. Д. Тихомиров, Дон Кихот — В. А. Чудинов, Санчо Панса — В. А. Рябцев, Эспада — М. М. Мордкин, Мерседес — С. В. Фёдорова
30 сентября 1923 года — Театр оперы и балета, Петроград
Балет в 4 актах 7 картинах с прологом, балетмейстер Фёдор Лопухов (по А. А. Горскому).Дирижёр — А. В. Гаук.
Художники: Константин Коровин, Александр Головин
Партии исполняли: Китри — Дульцинея — Ольга Спесивцева, Базиль — М. А. Дудко, Дон Кихот — Н. А. Солянников, Санчо Панса — Л. С. Леонтьев, Уличная танцовщица — В. К. Иванова, Гамаш — Монахов, Эспада — А. В. Лопухов
10 февраля 1940 год — Большой театр . Балетмейстер — Ростислав Захаров восстановил спектакль Александра Горского (новые танцы на музыку В. П. Соловьёва-Седого)
- Цыганский танец поставил балетмейстер Касьян Голейзовский на музыку Bалерия Желобинского.

Дирижёр — Юрий Файер, художник: В. Ф. Рындин
Партии исполняли: Китри — Дульцинея — Суламифь Мессерер, Базиль — Асаф Мессерер, Дон Кихот — В. В. Смольцов, Санчо Панса — В. А. Рябцев

#### История добавления танцев
| 14 декабря 1869 года | Дон Кихот | Людвиг Минкус               | Мариус Петипа       | Мариус Петипа     | Большой театр          |
| 6 декабря 1900 года  | Испанский Фанданго | А. Ю. Симон Э. Ф. Направник | Александр Горский   | Мариус Петипа     | Большой театр          |
| 10 февраля 1940 года | Цыганский танец | Bалерий Желобинский         | Касьян Голейзовский | Александр Горский | Большой театр          |
| 1942 год             | Цыганский танец (вставной номер) | Bалерий Желобинский         | Касьян Голейзовский |                   | Филиал Большого театра |
| 1942 год             | Танцы: Номер Эспады (I картина 1 акта), "Таверна"(II к.1 а.), Болеро - IV акт Танец подруг Китри - IV акт Финальный, общий танец - IV акт | Людвиг Минкус               | Касьян Голейзовский |                   | Филиал Большого театра |

1941 год — Театр им. Кирова, Ленинград
Балет в 4 актах 7 картинах с прологом, балетмейстер Фёдор Лопухов (по А. А. Горскому)
- Сценарий М. И. Петипа в обработке Ю. И. Слонимского, балетмейстер В. И. Пономарёв (по А. А. Горскому).

1942 год — Большой театр
на сцене Филиала Большого театра.
- Балетмейстеры М. М. Габович и В. В. Смольцов (по А. А. Горскому), с танцами Касьяна Голейзовского на музыку Желобинского[4]
- Танцы: Касьян Голейзовский

Дирижёр — С. С. Сахаров, художники: Л. А. Фёдоров, В. Максимов
Партии исполняли: Китри — Дульцинея — Ольга Лепешинская, Базиль — В. Д. Голубин (позднее А. Н. Ермолаев), Дон Кихот — В. В. Смольцов, Санчо Панса — В. А. Рябцев
1946 год — Театр им. Кирова
Новые танцы в постановке Н. А. Анисимовой
Дирижёр — П. Э. Фельдт, художник: Т. Г. Бруни
Партии исполняли: Китри — Дульцинея — Наталья Дудинская, позднее: Татьяна Вечеслова, Фея Балабина, Базиль — К. М. Сергеев, Эспада — С. Г. Корень

## Постановки балета за пределами России
В Европе постановка балета «Дон Кихот» была осуществлена антрепризой Анны Павловой в 1924 году в сокращённом варианте, в редакции от 1902 года Горского. В начале 1940-х годов балет был поставлен полностью вместе с Pas de Deux и вставными вариациями Русским балетом Монте-Карло (фр. Ballet Russe de Monte Carlo). В 1966 году Рудольф Нуриев поставил свою версию спектакля для Венского государственного оперного театра. В 1973 году Нуриев экранизировал свою версию спектакля в Австралийском балете (англ. Australian Ballet). В 1978 году в American Ballet Theatre Михаил Барышников поставил свой вариант спектакля, который идёт в его версии во многих театрах мира, в том числе в Парижской опере. В 1991 году в American Ballet Theater свою версию поставил Владимир Васильев. Впоследствии балет в его постановке шёл в Кремлёвском и Литовском балетах (1994), Токио-балете (2001), Сербском Национальном балете (2007), Национальном балете Греции (2011) и Школе Большого театра в Бразилии (2007).

## Мировое признание
Балет «Дон Кихот» считается одним из самых ярких и великих творений в классическом балете.
Спектакль идёт в различных постановках на сценах многих театров мира.

## Постановки в театрах

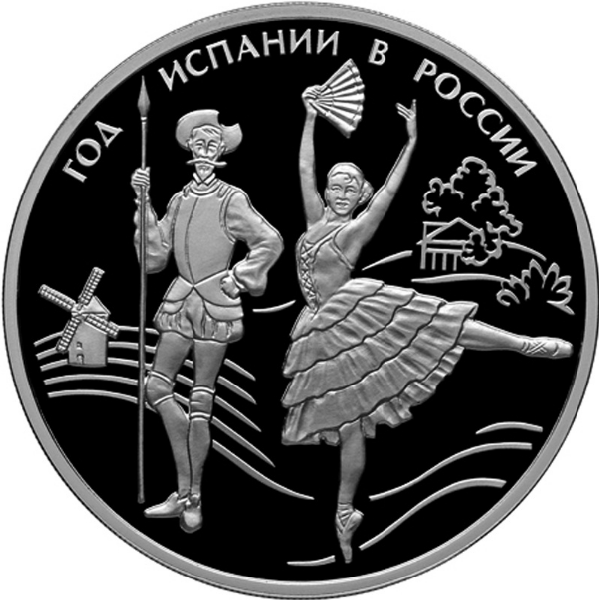
Памятная монета Банка России

- 1958 год — Финская национальная опера, Хельсинки
- 1962 год — Венская государственная опера, Вена
- 1966 год — Цюрихский оперный театр, Цюрих
- 1972 год — Австралийский балет, Сидней
- 1978 год — «American Ballet Theatre» (ABT), Нью-Йорк
- 1991 год — «American Ballet Theatre» (ABT), Чикаго
- 1994 год — Татарский академический государственный театр оперы и балета имени Мусы Джалиля[5].
- 2010 год — Самарский академический театр оперы и балета
- 2022 год — Самарский академический театр оперы и балета (по либретто Петипа — Горского)[6].
- 2004 год —  Латвийская национальная опера и балет, Рига

#### Музыкальный театр имени К. С. Станиславского и Вл. И. Немировича-Данченко
Премьера — 17 июля 1981 года
Балет в 3-х действиях, пяти картинах с прологом. Либретто Мариуса Петипа в редакции Алексея Чичинадзе. Балетмейстер-постановщик Алексей Чичинадзе (с использованием хореографии Александра Горского), художник-постановщик Марина Соколова, дирижёр-постановщик Георгий Жемчужин
Действующие лица
- Китри — Маргарита Дроздова, затем Галина Крапивина, Маргарита Лёвина, Светлана Смирнова, Галина Степаненко, Татьяна Чернобровкина, Наталья Ледовская, Наталья Крапивина, Наталья Сомова, Эрика Микиртичева.
- Базиль — Вадим Тедеев, затем Михаил Крапивин, Владимир Кириллов, Валерий Лантратов, Владимир Петрунин, Алексей Дубинин, Вадим Бондарь, Виктор Дик, Андрей Глазшнейдер, Георги Смилевски, Семён Чудин, Сергей Полунин.
- Эспада — Юрий Григорьев

Алексей Чичинадзе:

«Мне было интересно, сохранив самое ценное из хореографии выдающегося русского балетмейстера Александра Горского, переосмыслить и переработать ряд сцен балета. Мы искали более точную логику развития событий, отказываясь от длинных пантомимных сцен, заменяя их действенным танцем. В спектакле много новой хореографии, прежде всего в народных танцах».— Алексей Чичинадзе

#### Американский балетный театр
Премьера 15.02.1991 года труппа American Ballet Theatre на сцене Чикагской оперы. Балет в двух актах, пяти картинах с прологом.
Художник — Santo Loquasto, Музыка: Людвиг МИнкус, Либретто: Мариус Петипа в редакции Владимира Васильева по роману Мигеля Сервантеса де Сааведры.
Хореография: М.Петипа, А.Горский, В. Васильев.
Китри — Синтия Харвей (Сильви Гиллем), Базиль — Хулио Бокка (Риккардо Бустаманте).

#### Михайловский театр
- Премьера 21 ноября 1996 года — Михайловский театр

балет в трёх актах, пяти картинах с прологом. Продолжительность спектакля: 3 часа
Художник-постановщик Вячеслав Окунев Музыка: Людвиг Минкус. Либретто: Мариус Петипа на сюжет романа Мигеля Сервантеса де Сааведры. Хореография: Александр Горский
Китри — Оксана Бондарева, Базиль — Айдос Закан, Эспада — Николай Корыпаев, Уличная танцовщица — Виктория Кутепова

«Классический балет „Дон Кихот“ был впервые поставлен Мариусом Петипа в 1869 году, дошёл до нас в постановке Александра Горского и других более поздних интерпретаторов. Интересно, что этот блестящий балет отнюдь не инсценировка знаменитого романа Сервантеса, а самостоятельное хореографическое произведение по мотивам „Дон Кихота“».— Михайловский театр

##### Ратманский в Амстердаме
Постановка в Национальном балете Нидерландов, Амстердам на сцене Стопера
Балетмейстер Алексей Ратманский. Художник — Жером Каплан. Китри — Анна Цыганкова. Базиль — Мэтью Голдинг
Алексей Ратманский мечтал восстановить первую московскую постановку Мариуса Петипа 1869 года, исчезнувшую в 1900 году, когда балет заново переставил Александр Горский. За прошедший век «Дон Кихот» пережил десятки редакций и оказался так же далёк от оригинала, как балет от романа Сервантеса.

«Погрузившись в историю, хореограф Ратманский выяснил, что записи оригинала Петипа не сохранились даже в главном хранилище русского балетного наследия — библиотеке Гарвардского университета. Уцелели лишь оригинальное либретто, музыкальная партитура с режиссёрскими комментариями, старинные программки и лихие статьи рецензентов. В результате Алексей Ратманский сочинил собственную версию, но „с огромным уважением к балетным традициям“, как он признается в буклете к спектаклю. Первое, что уважил хореограф — это пролог: Хореограф вернул ему статус полноценной части спектакля, в которой завязывается история странствий Дон Кихота. Начитавшись романов, безумный рыцарь видит Дульсинею, молящую о спасении. Это видение будет преследовать его весь спектакль, появляясь даже на небе в виде луны».— Мария Сидельникова
Самобытность Алексея Ратманского и неординарность его мышления всегда оправдывали ожидания публики, как балетоманов с билетом на галёрку, так и любителей театрализованного балета, занимающих места в ложах театра. Определение «реставрация спектакля» никогда не было спутником талантливого хореографа с чувством вкуса.

«Заканчивается балет на лирической ноте: Хореограф отправляет влюблённого рыцаря в путь — в бесконечное путешествие за прекрасной дамой.
Из всех находок Алексея Ратманского, пожалуй, самым эффектным моментом спектакля оказался фантасмагорический кошмар Дон Кихота. Прежде чем попасть в дивный мир дриад и амуров, бедный рыцарь подвергается нападению танцующих кактусов, отважно расправляется с ними под раскаты грома и сверкание молний и оказывается в лесной пещере дивной красоты, залитой волшебным зелёно-желтым светом».— «Коммерсантъ»

### Дон Кихот Эйфмана
«Дон Кихот, или Фантазии безумца»
- Премьера — 1994 года. Жанр спектакля — трагикомедия. Балетмейстер — Борис Эйфман, либретто Бориса Эйфмана. Художник-постановщик — Вячеслав Окунев. Солисты: Вера Арбузова — Китри, Юрий Ананян — Базиль, Александр Рачинский — Дон Кихот, Алмаз Шамуралиев — Санчо Панса, Сергей Зимин — Больной, Агата Смородина — Медсестра.

Действие балета Эйфмана начинается в сумасшедшем доме. Среди заключённых больницы — фантазёр, который, начитавшись романа Сервантеса, воображает себя Дон Кихотом.

«Конечно, спектакль и сегодня не утратил общественного звучания: в современном мире только чистый сердцем безумец может, не задумываясь о последствиях, вступаться за обиженных и за справедливость, как и во времена Сервантеса. Но, как я уже писала, есть и другой смысл балета Эйфмана, возможно, главный, который заключён в сцене с обручем (а затем и в аналогичной сцене с мячом). Перешагнув через обруч (опустив на пол мяч, который дала ему держать надзирательница), человек посмел перешагнуть черту, обозначенную для него неважно кем: правительством, общественными предрассудками, им самим, наконец. Оказалось, что перешагнуть черту просто, очень просто опустить мяч на пол, и человек получает в дар не только светлый мир, но СВОБОДУ МЫСЛИТЬ и ТВОРИТЬ. А что такое творчество, как не момент безумия нормального человека? По Эйфману, только безумцу открываются иные миры и иной смысл жизни. Поэтому-то среди обитателей больницы один Дон Кихот не сумасшедший, а Безумец, потому что он способен творить».— Нина Аловерт

«Дон Кихот — это трагикомедия, построенная на контрастах Сцены в сумасшедшем доме дали мощный толчок неистощимой эйфмановской фантазии. Хореографический рисунок массовых сцен основан на клинически-точном воспроизведении нескоординированных движений психически больных людей. Эйфман балансирует на лезвии ножа: одно движение — и он может быть обвинен (а в Америке — запросто) в отсутствии политической корректности… В сценах в сумасшедшем доме нет издевки, но много юмора и — грусти».— Белла Езерская

## Балеты на музыку других композиторов
Балеты по роману Мигеля Сервантеса «Дон Кихот Ламанчский» ставились и другими балетмейстерами и на другую музыку под разными названиями: «Don Quichotte», «Don Quixotte», «Свадьбы Гамаша», «Дон Кихот и Санчо Панса», «Дон Кихот», «Портрет Дон Кихота».
Наиболее известные постановки: